# لوسي إلين غيورنسي
لوسي إلين غيورنسي (بالإنجليزية: Lucy Ellen Guernsey)‏ هي كاتبة للأطفال وكاتِبة أمريكية، ولدت في 1826 في Pittsford, New York ‏ في الولايات المتحدة، وتوفيت في 1899.